# Премія НАН України імені М. М. Амосова (кібернетика)
Пре́мія і́мені Мико́ли Миха́йловича Амо́сова — премія, встановлена НАН України за видатні роботи в галузі біокібернетики, проблем штучного інтелекту та розробки нових інформаційних технологій.
Премію засновано 2003 року та названо на честь науковця в галузі медицини та біокібернетики, академіка Національної академії наук України та Академії медичних наук України, лауреата Ленінської премії, Державної премії УРСР в галузі науки і техніки і Державної премії України в галузі науки і техніки, директора Інституту серцево-судинної хірургії, доктора медичних наук, Героя України, Миколи Михайловича Амосова.
Починаючи з 2007 року премії імені М. М. Амосова (кібернетика) та імені М. М. Амосова (медицина) присуджують щотри роки почергово Відділення інформатики НАН України та Відділення біохімії, фізіології і молекулярної біології НАН України.

## Лауреати премії
| Рік  | Тема | Лауреати                  | Коротко про лауреата |
| ---- | --- | ------------------------- | --- |
| 2003 | Цикл робіт «Інтелектуальні інформаційні технології в біологічній та медичній кібернетиці. Фундаментальні та прикладні аспекти»  | Алєєв Леонід Седекович    | доктор медичних наук, професор |
| 2003 | Цикл робіт «Інтелектуальні інформаційні технології в біологічній та медичній кібернетиці. Фундаментальні та прикладні аспекти»  | Касаткіна Лора Михайлівна | кандидат технічних наук |
| 2003 | Цикл робіт «Інтелектуальні інформаційні технології в біологічній та медичній кібернетиці. Фундаментальні та прикладні аспекти»  | Котова Аліна Борисівна    | доктор біологічних наук |
| 2007 | Цикл наукових робіт «Комп'ютерні моделі та інформаційні технології для вивчення механізмів адаптації людини до змін середовища» | Григорян Рафік Давидович  | доктор біологічних наук, завідувач відділу Інституту програмних систем НАН України                                                                                                |
| 2007 | Цикл наукових робіт «Комп'ютерні моделі та інформаційні технології для вивчення механізмів адаптації людини до змін середовища» | Кузьміна Клариса Іванівна | доктор біологічних наук, провідний науковий співробітник Інституту програмних систем НАН України                                                                                  |
| 2007 | Цикл наукових робіт «Комп'ютерні моделі та інформаційні технології для вивчення механізмів адаптації людини до змін середовища» | Сьомик Тетяна Михайлівна  | кандидат біологічних наук, старший науковий співробітник Інституту програмних систем НАН України                                                                                  |
| 2016 | Цикл робіт «Математичні моделі та методи аналізу та розпізнавання біологічних об'єктів»                                         | Гупал Анатолій Михайлович | член-кореспондент НАН України, професор, доктор фізико-математичних наук, завідувач відділу методів індуктивного моделювання та керування № 235 Інституту кібернетики НАН України |
| 2016 | Цикл робіт «Математичні моделі та методи аналізу та розпізнавання біологічних об'єктів»                                         | Сергієнко Іван Васильович | академік НАН України, професор, доктор фізико-математичних наук, директор Інституту кібернетики НАН України, генеральний директор Кібернетичного центру НАН України               |